# Вращающаяся тюрьма

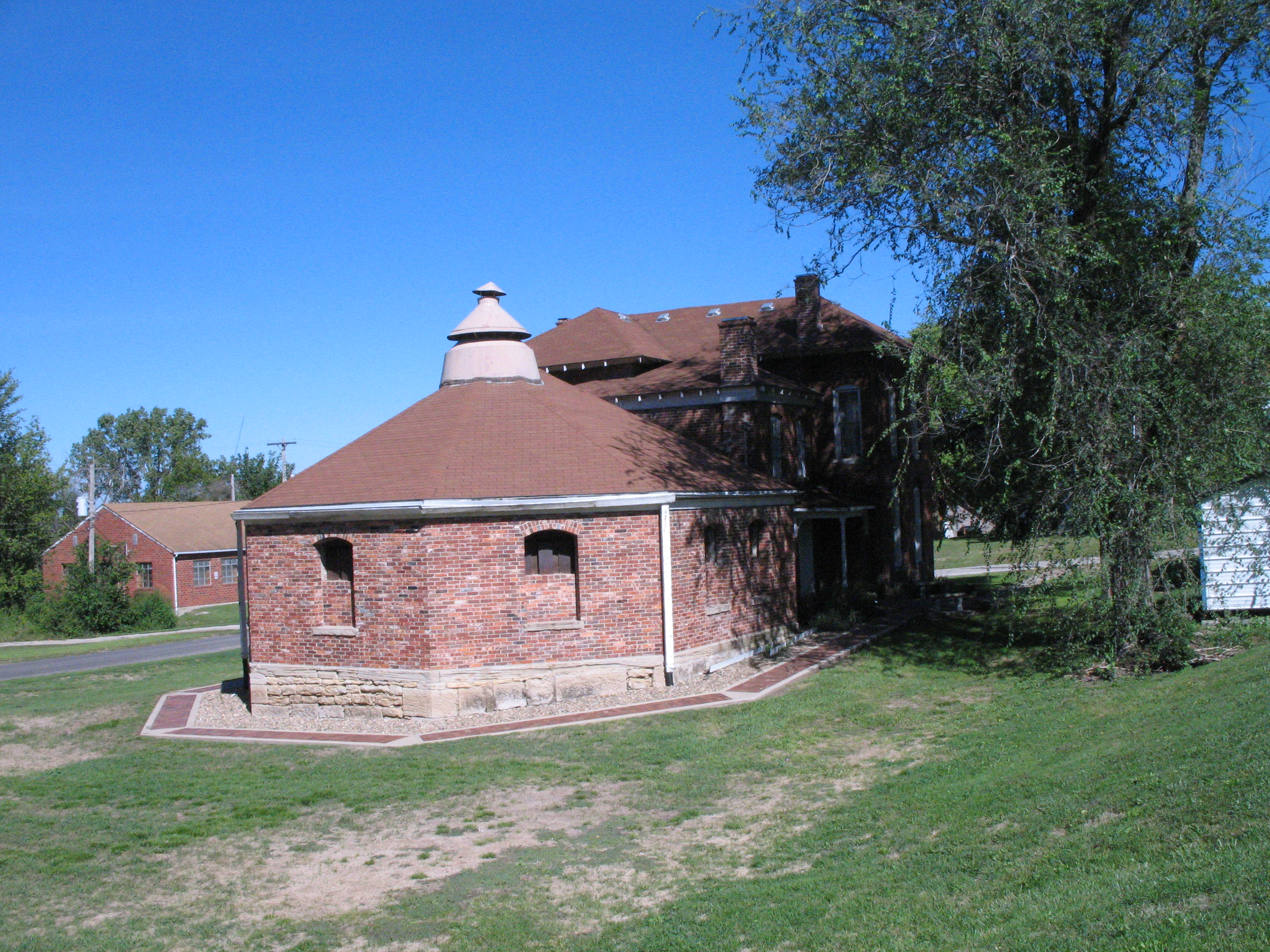
Вращающаяся тюрьма в Галлатине, Миссури

Вращающаяся тюрьма, роторная тюрьма (англ. rotary jail) — архитектурное устройство некоторых тюрем в США на Среднем Западе в конце XIX века. Камеры в таких тюрьмах располагались в круглом блоке с единственным выходом. Круглый блок вращался вокруг своей вертикальной оси так, что единственный выход из блока был одновременно доступен только из одной камеры.

## Устройство и патент
Вращающаяся тюрьма изначально была спроектирована архитектором Уильямом Брауном и построена чугунолитейным заводом Haugh, Ketcham & Co. в пригороде Индианаполиса Ховиле (Haughville).
В заявке на патент США за № 244 358 от 12 июля 1881 г. имеется следующее описание:
Целью нашего изобретения является создание тюрьмы, в которой заключенных можно контролировать без необходимости личного контакта между ними и надзирателем или охранником… она состоит, во-первых, из круговой системы камер достаточного размера (внутри обычного здания тюрьмы), разделенной на несколько камер, способной поворачиваться, окруженной решеткой в непосредственной к ней близости, с лишь таким количеством отверстий (обычно одним), которое необходимо для удобного обращения с заключенными.

## Особенности
Камеры, имевшие форму сектора круга, вращались вокруг сердечника с санитарно-канализационной системой, что в то время было необыкновенной роскошью. Блок мог поворачиваться одним человеком, вручную вращающим рукоятку. Он был соединён с шестернями под структурой, вращающей весь блок камер. Структура поддерживалась поверхностью на шариковых подшипниках для обеспечения плавности вращения.

## Отказ от использования
Тюрьмы практически сразу столкнулись с тем, что конечности заключённых сдавливались или мешали вращению блока камер. В большинстве тюрем пришлось приварить вращающийся блок и обеспечить каждой камере индивидуальный доступ. Все они были выведены из эксплуатации к 22 июня 1939 года.

## Места
В различных источниках приводится разное количество таких тюрем — от шести до восемнадцати. Ниже представлены места расположения девяти достоверно известных:
Сохранившиеся сооружения (превращённые в музеи и внесённые в список национального реестра исторических мест):
- Окружная тюрьма Монтгомери и резиденция шерифа, Крофордсвилл, округ Монтгомери, Индиана
  - Единственная работающая до сих пор.[1]
- Каунсил-Блафс, округ Поттавоттами, Айова
- Галлатин[англ.], округ Дейвисс, Миссури
- Шерман, округ Грейсон, Техас

Снесённые тюрьмы:
- Мэривилл[англ.], округ Нодавей, Миссури
- Падьюка, округ Мак-Кракен, Кентукки
- Мейсвилл[англ.], округ Де-Калб, Миссури
- Солт-Лейк-Сити, округ Солт-Лейк, Юта
- Пуэбло, округ Пуэбло, Колорадо